# 陶長房
陶 長房（すえ ながふさ）は、戦国時代の武将。大内氏の家臣。陶隆房（のちの陶晴賢）の子。富田若山城城主。

## 生涯
陶氏は代々大内家の重臣の名家。大内義隆の代では陶興房亡き後、その子の隆房が重臣として仕えたが、のちに義隆の側近として相良武任が台頭すると、隆房ら譜代の重臣と対立するようになる。その和解案として武任の娘と隆房の子である長房との結婚話が持ち上がったが、これは家柄の違いを理由に隆房が拒絶したと伝わっている。
1551年（天文20年）、隆房が主君・義隆を自刃させて義隆の甥である大友晴英（のちの大内義長）を当主として迎えると、長房も父（晴賢に改名）に従ったらしい。長房の「長」の字は、1553年（天文22年）に改名した義長の一字をもらいうけたものと考えられる。
1555年（天文24年）、厳島の戦いで晴賢が毛利元就に敗北し戦死すると、陶家の力は一気に弱体化する。1557年（弘治3年）、先に晴賢に討たれた杉重矩の子の重輔が富田若山城に攻め寄せてくると、長房は弟の貞明とともに防戦に努めたが敗れ、自刃した。一説によると若山城を捨て要害である龍文寺に立て篭もった長房を破るために、念仏踊りに紛れて寺に侵入して内から攻め滅ぼしたともいう。
のちに大内義長の滅亡（防長経略）時にともに自刃した陶鶴寿丸は、長房の嫡男だといわれているが、年齢的に晴賢の子で長房の末弟とする説もある。
こうして陶氏の嫡流は断絶したが、地元では富田若山城落城を逃れて晴賢や長房の落胤が生存したという伝説も残っている。また、死亡日に関しても弘治元年10月7日説や弘治2年2月26日説などの異説が存在する。